# Cangrande I della Scala

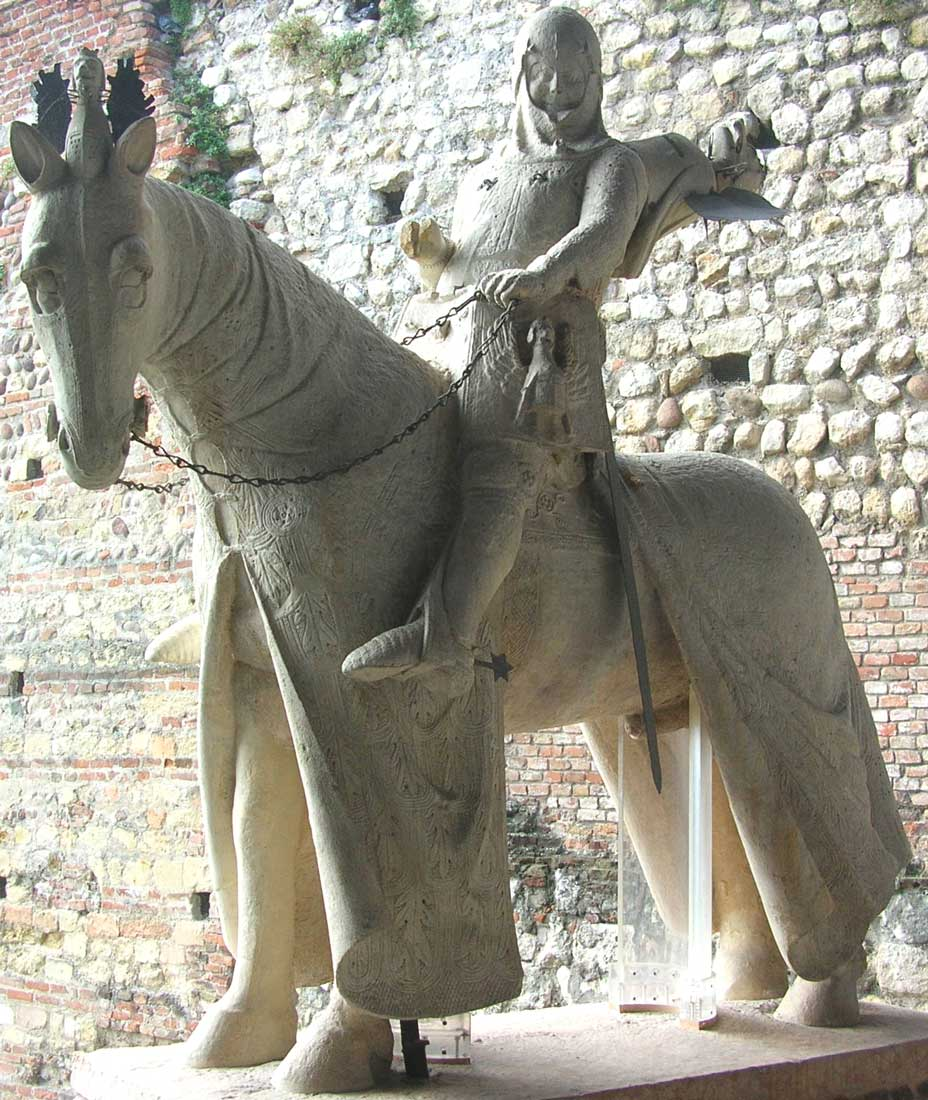
Estatua ecuestre de Cangrande en el museo de Castelvecchio, Verona

Alberto I Canfrancesco della Scala (Verona, 9 de marzo de 1291 - Treviso, 22 de julio de 1329), más conocido como Cangrande della Scala, tercer hijo de Alberto I della Scala, fue un condottiero o militar mercenario señor de Verona entre 1308 y 1329.

## Biografía
Fue amigo y mecenas del exiliado poeta florentino Dante Alighieri, el cual le escribió una famosa carta en que le contaba su proyecto de escribir la Divina Comedia. Fallecido luego de fuertes diarreas y vómitos, siempre se sospechó que había sido envenenado, hecho que se confirmó en enero del 2015 mediante una investigación de científicos de la Universidad de Pisa. Estos encontraron en el hígado y las heces de los restos del difunto grandes concentraciones de digitoxina de la planta dedalera.

## Sucesión
| Predecesor: Alboino I della Scala (1304-1311) | Señor de Verona y Vicenza 1308 - 1329 | Sucesor: Mastino II della Scala (1329-1351) Alberto II della Scala (1329-1352) |

- Datos: Q785349
- Multimedia: Cangrande della Scala / Q785349